# Markytán

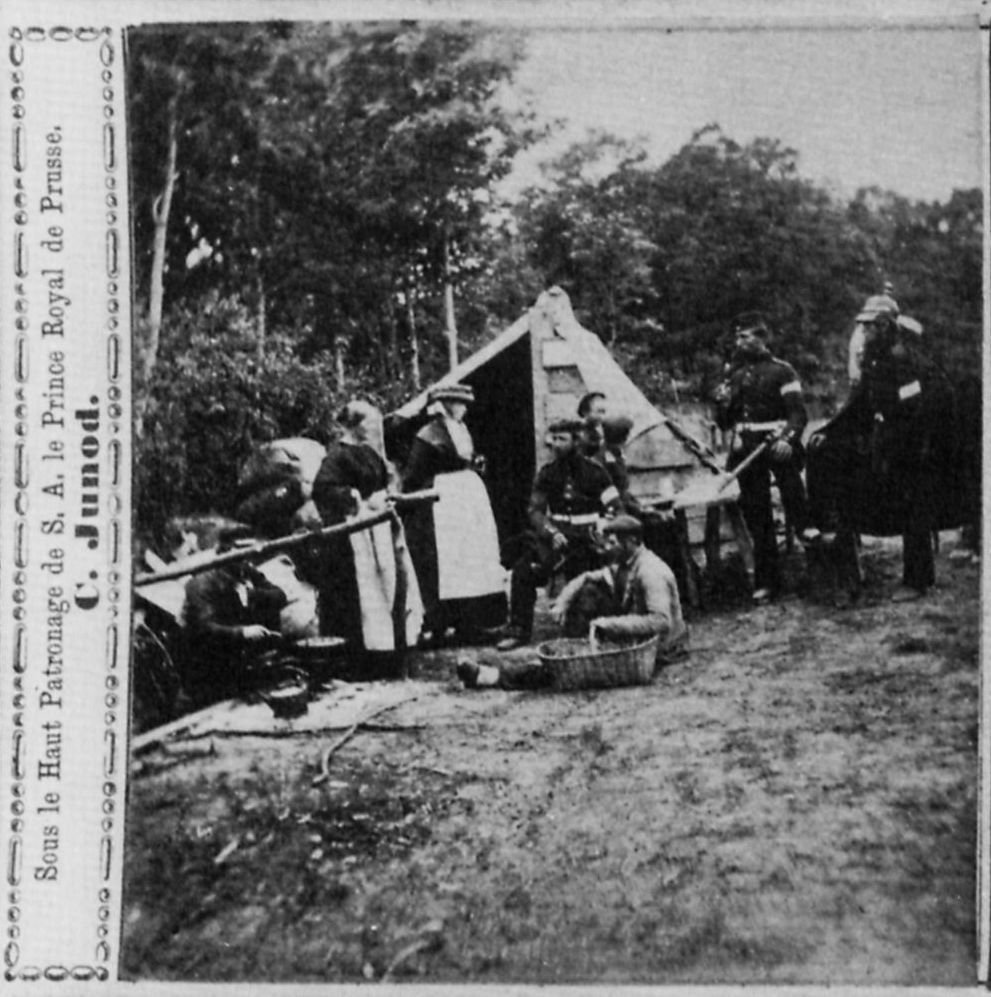
Pruští markytáni v roce 1864. Dánsko-německá válka

Markytáni (z ital. mercatante, lat. mercari) byli obchodníci, kteří od nepaměti doprovázeli vojenské oddíly a dodávali vojákům za úplatu jídlo, pití a nevojenské zboží.

## Historie
Od počátku historie markytáni (muži i ženy) patřili k doprovodu nejen starověkých, pozdně středověkých a raně novověkých armád. První markytání byli viděni již v roce 1274 př. n. l. v bitvě u Kadeše. Markytánky často spojovaly svoje obchodování s prostitucí. Během třicetileté války se armádní zásobování spoléhalo převážně na rabování, ale to činil i jejich doprovod. Služby markytánů skončily na začátku 20. století. Stravování vojáků v první světové válce už poskytovaly vojenské kantýny, o kterých Jaroslav Hašek píše: „Byli to vám, pane feldkurát, takoví bastardi, že je nepřijímali na mináž do untroficírský kuchyně, na mináž pro manšaft neměli právo, to byli vejš, a oficírsmináž jim zase negebírovala. Měli jsme jich tam tenkrát pět a ze začátku to žralo v kantýně samý syrečky, poněvadž mináž nikde nedostali, až tam na ně přišel takhle jednou obrlajtnant Wurm a zakázal jim to, poněvadž přej se to nesrovnává se ctí kadetštelfrtrétrů, chodit do kantýny pro manšaft. Ale co měli dělat, do oficírskantýny je nepouštěli.“

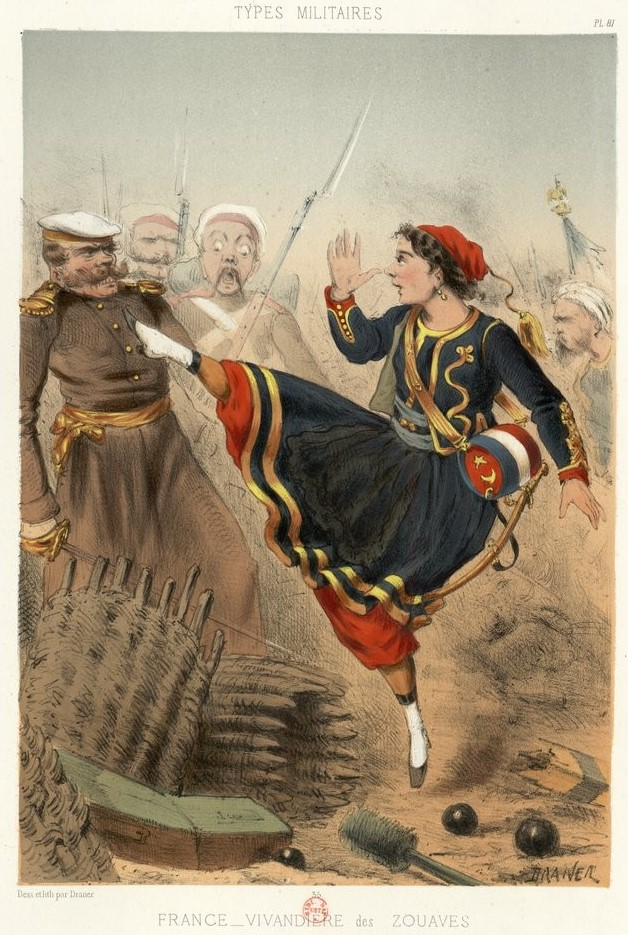
Markytánka zuávů z doby druhého císařství (kolem r. 1860)

## Předpisy
Činnost markytánů upravovaly vojenské předpisy, k vojsku byli přijímání příslušnými veliteli, kteří dohlíželi na jejich činnost. Markytání skládali obdobu vojenské přísahy, bylo jim přiděleno prodejní místo, za to odváděli armádě poplatek. V době války podléhali markytání jurisdikci vojenských soudů. Nejžádanějšími komoditami, které markytání prodávali ze svých vozíků, byly alkoholické nápoje a tabák. Zboží muselo být viditelně označeno cenovkami, předražování bylo trestáno pokutami či zabavením. Provozní doba stánku byla omezena v souladu s vojenským řádem.

## Matka Kuráž

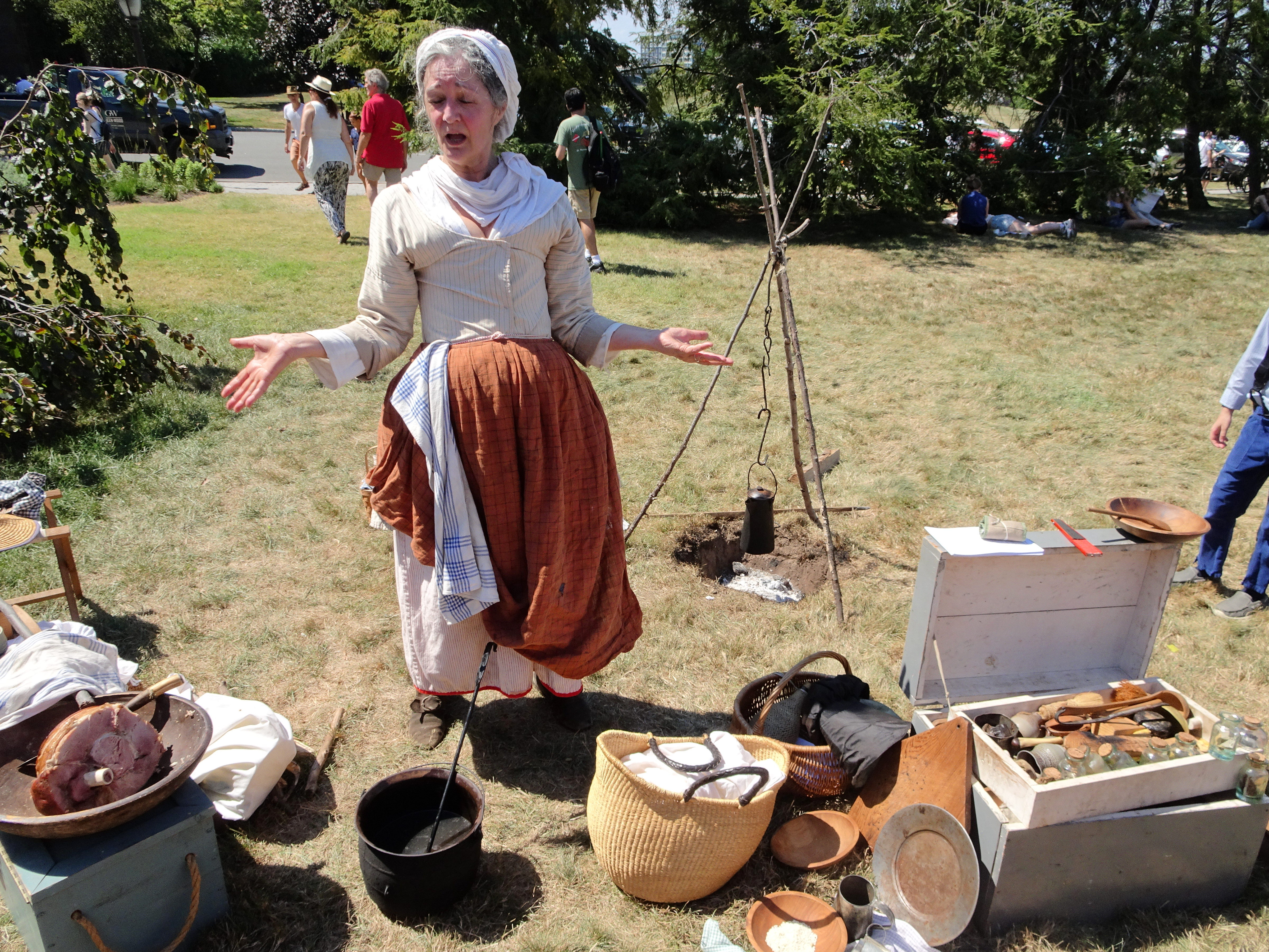
Historická rekonstrukce markytánky z dob americké války za nezávislost

Příběh markytánky Anny Fierlingové, zvané „Matka Kuráž“, vylíčil Bertolt Brecht v divadelní hře Matka Kuráž a její děti. Drama vychází z životního příběhu poběhlice, který publikoval německý barokní autor Hans Jakob Christoffel von Grimmelshausen v roce 1669. Jeho „Poběhlice Kuráž“ má český původ; kniha byla publikována i v češtině.